# Alëxone
Alexandre Dizac alias Alëxone (né en 1976, Paris) est un artiste, peintre et illustrateur français issu du milieu du graffiti.

## Biographie
Il grandit en région parisienne. À l'âge de 12 ou 13 ans, il découvre le graffiti. Au début, il se fait connaître sous le nom d'Œdipe, réalisant des calligraphies in situ, baptisées œdiperies. Il vit et travaille en Belgique de 2004 à 2007 puis à Paris entre 2008 et 2013. En 2005, sa première exposition d'envergure a lieu à Bruxelles. Après cette première période destinée à l'écrit, il se consacre à l'art figuratif. Il peint principalement des animaux. Son univers est composé entre autres d'éléphants masqués, de pingouins, mais aussi de bandits au long nez retroussé.
Le monde d'Alëxone est humoristique et coloré. Les personnages sont souvent composés d'aplats colorés cernés de sombre et se passent de reliefs et de réalisme. L'homme y est souvent figuré masqué, fréquemment armé et mis en scène dans une profusion animale et végétale évoquant parfois les miniatures persanes. Les fonds sont souvent composés de mots réunis par association d'idées, de bulles de textes, de lettrages et de fonds calligraphiés.
En 2014, sans renier ses premiers pas dans l'univers du graffiti, il se définit lui même comme un peintre contemporain, passant la majorité de son temps dans son atelier.

## Expositions
- 2001: Semaine Hip-Hop sous un autre angle, Galerie RDV du 9, Niort
- 2003: Squat, Ancien hôtel de ville de Differdange, Luxembourg
- 2004:
  - Griffoner Machinalement, Galerie du Moment, Bruxelles
  - Nike battle grounds, Espace Tours et Taxis, Bruxelles
  - Griffoner Machinalement, Galerie du Moment, Bruxelles
- 2005:
  - Cornet de Stoemp, Galerie Alice, Bruxelles
  - Je vous salis ma rue, Galerie Circleculture, Berlin
  - Alëxone, galerie Ready made. Milan
  - Horse sujet, Galerie WALL, Orléans
- 2006:
  - C'est quoi ton blaze? Je tague ass!, Speerstra Gallery. Paris
  - Gentlemen, Galerie Chappe, Paris
- 2007-2008:
  - Peinture Fraîche, Centre Pompidou. Paris
  - Assez d'essais, Galerie L.J. Beaubourg. Paris
  - Gros comme une maison, Speerstra Gallery. Genève
- 2009: Le MUR/Fondation Cartier (exposition Né dans la rue - Graffiti)
- 2010:
  - T'as le look croco, Galerie L.J.. Paris
  - Vu je l'avais pas vu!, Galerie la Grille. Suisse
- 2011:
  - Bad Painting, Galerie 208 ChichePortiche. Paris. Avec: CharlÉlie Couture, Julien Colombier, Tilt, Mist, Sébastien Le Guen.
  - Oedïperies, Speerstra Gallery, Bursins. Suisse.
  - Marrakechkia, David Bloch Gallery, Marrakech, Maroc
- 2012:
  - Alacrité, Galerie le Feuvre, Paris, France
- 2013
  - Tour Paris 13, Paris, France[7]
- 2014
  - Cornelius Spaziergang, Kolly Gallery, Zürich, Suisse
- 2015
  - Big Jam, Nancy 27 et 28 juin
- 2016
  - Exposition collective « Welcome back » à la Colab gallery, Weill am reim (Allemagne)
  - Exposition collective « Envie » avec Julien Colombier et Sébastien Preschoux, Secret gallery, Paris.
- 2017
  - « Les vides denses » galerie AD, édition d’un catalogue de 130 pages, Montpellier.
- 2018
  - "MOMent donné" galerie David Bloch Gallery, Marrakech, Maroc
- 2019
  - édition d'une sculpture en Bronze "Berlingouin", Komela edition,Paris
- 2020
  - LE M.U.R./DIJON[8] : fresque murale éphémère en forme de clin d'œil à Dijon et à la Bourgogne[9] (la Chouette de l'Église Notre-Dame de Dijon et une bouteille de vin y figurent), Rue d'Assas, Dijon, Dijon-Métropole, Côte-d'Or, Bourgogne-Franche-Comté, France.